# Senna (planta)

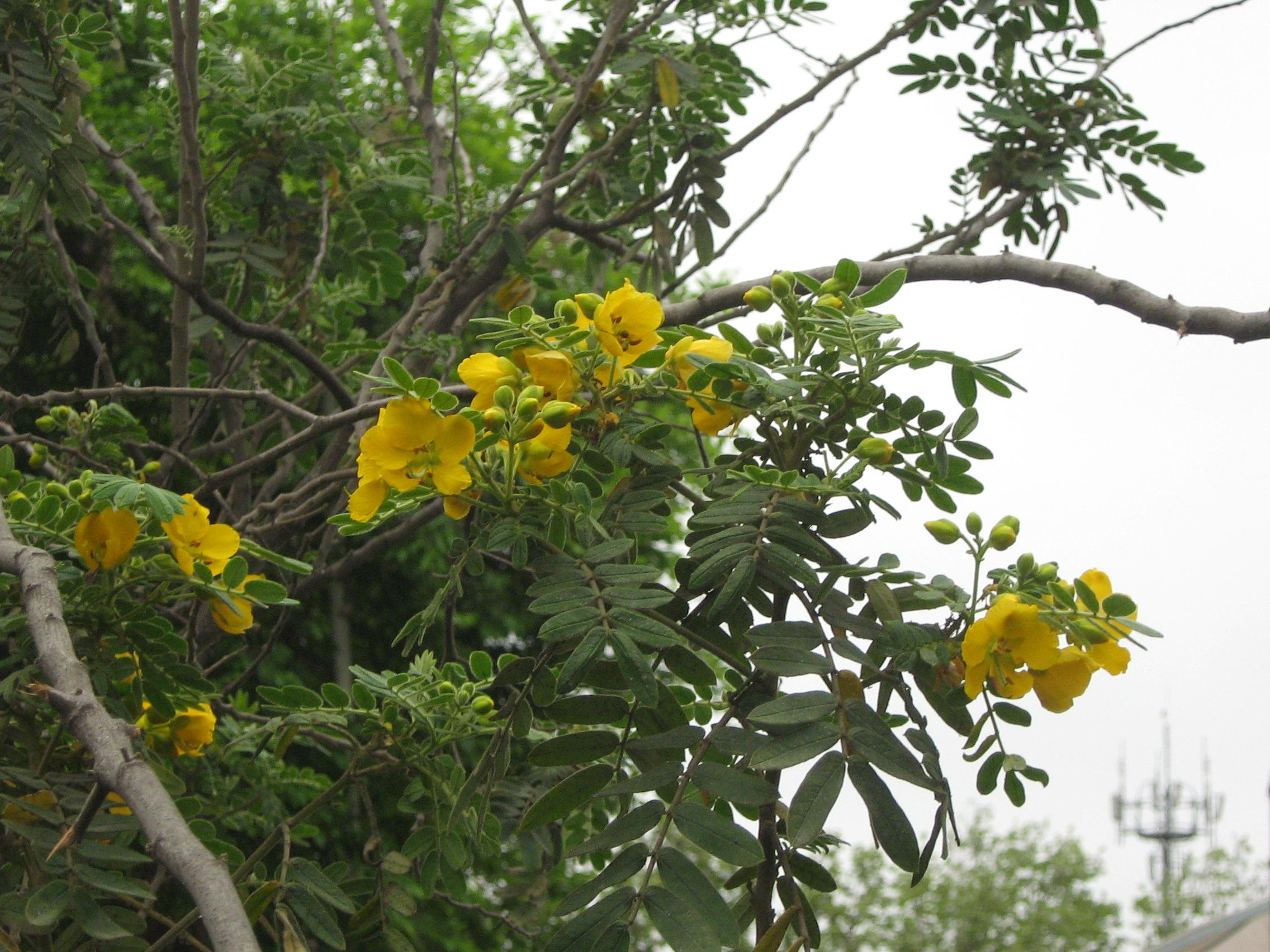
Senna candolleana

Senna é um género de plantas fabáceas da sub-família Caesalpinioideae, que inclui cerca de 260 espécies, entre elas:
- Senna aculeata
- Senna alata
- Senna alexandrina
- Senna angulata
- Senna armata
- Senna artemisioides
- Senna auriculata
- Senna australis
- Senna bicapsularis - canudo-de-pito
- Senna birostris
- Senna candolleana
- Senna corymbosa
- Senna covesii
- Senna cumingii
- Senna didymobotrya
- Senna fruticosa
- Senna hebecarpa
- Senna helmsii
- Senna hirsuta
- Senna italica
- Senna ligustrina
- Senna lindheimeriana
- Senna macranthera
- Senna marilandica
- Senna multiglandulosa
- Senna multijuga
- Senna nicaraguensis
- Senna nitida
- Senna obtusifolia
- Senna occidentalis
- Senna odorata
- Senna oligophylla
- Senna pallida
- Senna purpusii

## Distribuição
Ocorre, entre outros lugares, na Região Centro-Oeste do Brasil .